# Dyagerahalli, Sira
Dyagerahalli là một làng thuộc tehsil Sira, huyện Tumkur, bang Karnataka, Ấn Độ.